# Czerniowce Północne
Czerniowce Północne (ukr. Чернівці-Північна, ros. Черновцы-Северная) – węzłowa stacja kolejowa w miejscowości Czerniowce, w rejonie czerniowieckim, w obwodzie czerniowieckim, na Ukrainie. Położona jest na linii Lwów – Czerniowce.

## Historia
Stacja powstała w XIX w., w czasach austro-węgierskich, na drodze żelaznej lwowsko-czerniowiecko-suczawskiej, pomiędzy stacjami Łużany i Czerniowce.
4 marca 1868 na położonym w pobliżu stacji moście na Prucie miała miejsce katastrofa kolejowa pociągu osobowo-towarowego, uznawana dziś za pierwszą dużą katastrofę kolejową na terenie współczesnej Ukrainy. Powodem wypadku było pęknięcie konstrukcji mostu pod przejeżdżającym składem, w wyniku czego do rzeki runęły parowóz i 9 z 10 wagonów towarowych wypełnionych zwierzętami gospodarczymi. Dzięki pęknięciu łańcuchów i szybkiej reakcji konduktorów, którzy wyhamowali resztę składu, przed przepaścią zatrzymały się 4 wagony pasażerskie, 1 towarowy i pocztowy. Ówczesne gazety podały, że w katastrofie zginęło 7 osób - wszystkie z obsługi pociągu.
W wyniku katastrofy w całej monarchii austro-węgierskiej zaczęto porzucać mosty konstrukcji Rudolfa Schifkorna. Sam most już przed wypadkiem groził zawalaniem.

## Bibliografia

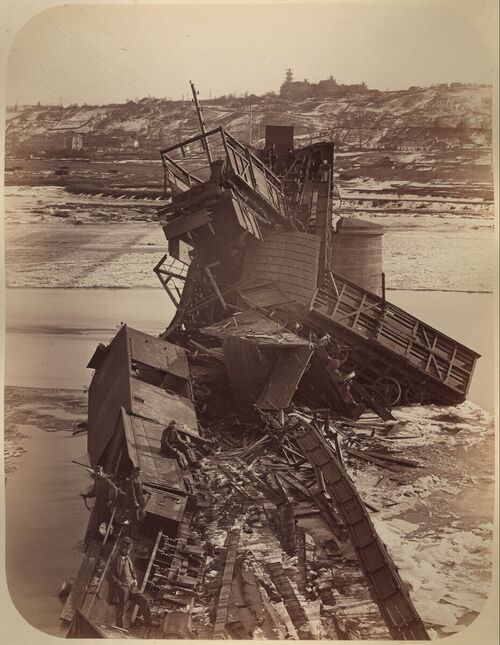
Katastrofa kolejowa pod Czerniowcami